# كأس الدوري الياباني 2012
كأس الدوري الياباني 2012 (باليابانية: 2012年のJリーグカップ) هو الموسم 20 من كأس الدوري الياباني. أشرف على تنظيمه دوري الدرجة الأولى الياباني، وكان عدد الأندية المشاركة فيه 18، وفاز فيه كاشيما أنتلرز.